# Angliai Matild német-római császárné
Matild vagy angolosan Maud (London, 1102. [február 7. körül] – Rouen, 1167. szeptember 10.) angol hercegnő, német-római császárné, az Angolok úrnője. I. Henrik angol király és Matild skót hercegnő leánya, Skóciai Szent Margit unokája. II. Henrik angol király anyja. A Plantagenêt-ház ősanyja.

## Élete
I. Henrik két törvényes gyermeke közül az idősebbik, és az aki túlélte apját. 8 éves korában apja, a király a Német-római Császárságba küldte leányát, hogy azokban az években, amíg megérik a házasságra, megtanulja új hazája nyelvét és szokásait. Korán, 11 esztendősen férjhez ment a nála jóval idősebb V. Henrik német-római császárhoz, ám a császár 1125-ben meghalt. Császárnévá koronázták férjével együtt 1117-ben, Rómában. Ezután Matild hazautazott Angliába. I. Henrik Matildot jelölte ki örökösének, ezt azonban az asszony unokatestvére, Blois-i István ellenezte, és I. Henrik halála után polgárháború tört ki közöttük a korona megszerzéséért. I. István 1154-ig uralkodott az országon. Később Matildnak az Anjou Gottfriedtől született legidősebb fia, Plantagenet Henrik foglalta el az angol trónt, ami fordulópontot jelentett az angol történelemben. Miután Blois-i István 1154-ben meghalt, a nem sokkal előtte Matilddal és Henrikkel kötött szerződés értelmében Plantagenet Henrik került az angol trónra II. Henrik néven, új királyi dinasztiát alapítva.

## Gyermekei
Matild első házasságából nem született gyermek, második férjének viszont 3 gyermeket szült:
| Név        | Születés         | Halál            | Megjegyzés |
| ---------- | ---------------- | ---------------- | ---------- |
| II. Henrik | 1133. március 5. | 1189. július 6.  |            |
| Gottfried  | 1134. június 1.  | 1158. július 27. |            |
| Vilmos     | 1136. július 22. | 1164. január 30. |            |